# عملة 2 جنيه
العملة البريطانية بقيمة 2 جنيه استرليني (£2 ) هي فئة من العملات المعدنية الإسترلينية. فمنذ إصدار العملة يظهر على وجهها صورة الملكة إليزابيث الثانية. وقاموا باستخدام ثلاث صور مختلفة للملكة مع التصميم الحالي لجودي كلارك الذي قدم في عام 2015. يتميز التصميم الخلفي بوجود بريتانيا.
أُصدرت العملة المعدنية في 15 يونيو 1998 -سكت العملات المعدنية عام 1997- بعد أن قررت مراجعة عملات المملكة المتحدة بأن هناك حاجة إلى عملة معدنية بقيمة 2 جنيه إسترليني للتداول العام. كما حل تصميم العملة المعدنية الثنائية المعدن الجديد محل سلسلة من العملات التذكارية أحادية المعدن التي صدرت بين عامي 1986 و1996 للاحتفال بالمناسبات الخاصة. ومع كونها عملة قانونية إلا أن تلك العملات القديمة لم تكن شائعة في التداول اليومي.
اعتباراً من مارس 2014 كان هناك ما يقدر بنحو 417 مليون عملة بقيمة جينيهين إسترلينيين قيد التداول بقيمة اسمية تقدر بـ 834 مليون جنيه إسترليني.
وبعيداً عن الإصدارات التذكارية المعتادة لم تسك أي عملات معدنية قياسية بقيمة جنيهين إسترلينيين للتداول العام منذ عام 2016 مع إصدار أمثلة في مجموعات غير متداولة مقابل علاوة. وكان ذلك بسبب أن التقديم المتزامن للنسخة الجديدة من عملة الجنيه الإسترليني الواحدة قد أعاد ما يكفي من عملات 2 جنيه إسترليني (20 بنسًا) إلى التداول حيث أفرغ الناس جرار العملات المعدنية في المقام الأول من أجل عملة الجنيه الإسترليني القديمة التي كان من المقرر سحبها.
حيث تعتبر العملات المعدنية بقيمة 2جنيهين إسترلينيين بمثابة عملة قانونية لأي مبلغ عند تقديمها لسداد الدين. ومع ذلك فإن وضع العملة القانوني لا يكون عادة ذا صلة بالمعاملات اليومية.

## التصميم
إن الوجه الخلفي الأصلي للعملة والذي صممه بروس راشين هو تصميم تجريدي يرمز إلى تاريخ الإنجاز التكنولوجي مصحوباً بكلمات إثنان جنيه أعلاه وسنة سك العملة أدناه. وكانت هذه أول عملة معدنية ثنائية المعدن تنتج للتداول في بريطانيا منذ عملة الفارثينج المصنوعة من القصدير ذات السدادة النحاسية التي أنتجت في عام 1692 وهي العملة الأعلى قيمة في التداول الشائع في المملكة المتحدة. حيث تتكون العملة المعدنية من حلقة خارجية من معدن أصفر من النيكل والنحاس مصنوعة من 76% نحاس و20% زنك و4% نيكل وأيضاً قرص داخلي بلون الفولاذ من النحاس والنيكل مصنوع من 75% نحاس و25% نيكل. يبلغ وزن العملة 12 غرام (0.42 أونصة) ويبلغ طول قطره 2.84 سنتيمتر (1.12 بوصة).
قاموا بتجربة التصميم نفسه لأول مرة في عام 1994 عندما أنتجت دار سك العملة الملكية مجموعة قصيرة من القطع التوضيحية للمعيار الثنائي المعدني الجديد. لم تكن هذه القطع مخصصة للتداول بل كانت مخصصة فقط لاختبار عملية التصنيع. وكانت العملة المعدنية مماثلة من الناحية الفنية للإصدار الذي دخل في التداول في نهاية المطاف مع صورة ماكلوف للملكة إليزابيث الثانية على الوجه وصورة سفينة شراعية مماثلة لتلك المستخدمة سابقًا على ظهر قطعة نصف ابنس ما قبل العشرية. النص الموجود على الوجه الآخر هو ترايل دار سك العملة الملكية 1994 مع نقش على الحافة يعتمد على العملة المعدنية التي تزن جنيهًا واحدًا والتي تقرأ ديكوسي إت تيوتإيه أمإيأن أنو ريني كورانتسياسيأوم والتي تعني "زينة وحماية - [في] السنة السادسة والأربعين من حكمها". لم تكن القطع التي صدرت عام 1994 متاحة للتداول القانوني على الإطلاق ولكن في نهاية المطاف طرحت للبيع كجزء من عرض تقديمي في عام 1998. في نفس الوقت في عام 1994 أنتجت دار سك العملة الملكية عملة تجريبية أحادية المعدن تزن جنيهين بنفس ظهر العملة السفينة والنقش ولكنها كانت مشابهة للعملات التذكارية السابقة. لم تصدر مطلقًا في مجموعات عرض وعلى هذا فهي أكثر ندرة من الإصدار ثنائي المعدن.
وبسبب الصعوبات الفنية لم تطرح العملات المعدنية المؤرخة عام 1997 والتي تحمل صورة الملكة إليزابيث الثانية بواسطة رافائيل ماكلوف للتداول حتى يونيو 1998 (في نفس وقت طرح العملات المعدنية المؤرخة عام 1998). أما العملات المعدنية التي يعود تاريخها إلى عام 1998 وما بعده فتحمل صورة الملكة بواسطة إيان رانك-برودلي. وتحمل عملات ماكلوف-إفيجي نقش إليزابيث الثانية DEI GRATIA REGINA FD على الوجه الأمامي. وتحمل عملات رانك-برودلي نقش إليزابيث الثانية DEI GRA REG FID DEF.
يحمل ظهر العملة المعدنية العادية التي صممها بروس راشين تصميمًا متحد المركز يمثل رمزياً التطور التكنولوجي من العصر الحديدي مرورًا بالثورة الصناعية والعصر الإلكتروني إلى الإنترنت مع نقش "إثنان جنيه" أعلى التصميم والتاريخ أسفله. من غرائب التصميم أنه يصور تسعة عشر ترسًا متشابكًا. ونظرًا لأن العدد فردي من التروس فإن الآلية لا تستطيع فعليًا الدوران. تحتوي العملة المعدنية على نقش على الحافة يقول "واقفين على أكتاف العمالقة" وهو اقتباس مأخوذ من رسالة من إسحاق نيوتن إلى روبرت هوك حيث يصف كيف بني عمله على معرفة أولئك الذين سبقوه. "إذا كان ما رأيته أبعد من ذلك فهو الوقوف على أكتاف العمالقة". كان نيوتن أمينًا ثم رئيسًا لدار سك العملة الملكية.
في فبراير 2015 أعلنت دار سك العملة الملكية أن تصميمًا جديدًا يضم بريتانيا من تصميم أنتوني دوفورت سيحل محل التصميم السابق. تتميز العملات المعدنية الجديدة بنقش الحافة QUATUOR MARIA VINDICO والذي يعني "أطالب بالبحار الأربعة" وهو نقش ظهر سابقاً على العملات المعدنية التي تحمل صورة بريتانيا.
في أكتوبر 2023 قدمت عملة الملك تشارلز الثالث بقيمة جنيهين إسترلينيين. وتتميز العملة بالزهور الوطنية - وردة لإنجلترا ونرجس لويلز وشوك لاسكتلندا ونبات الشامروك لأيرلندا الشمالية. تحمل العملة المعدنية نقشًا على الحافة عبارة IN SERVITIO OMNIUM ("في خدمة الجميع") وهي مأخوذة من خطاب تنصيب الملك في سبتمبر 2022.

## المتغيرات
بالإضافة إلى التصميمات القياسية كانت هناك العديد من التصميمات العكسية المتنوعة المستخدمة على عملة الجنيهين الإسترلينيين لإحياء ذكرى الأحداث المهمة. وقد قمنا بتلخيصها في الجداول أدناه:
| سنة  | حدث                                          | تصميم | نقش الحافة                                               | مصمم          | ضرب النقود |
| ---- | -------------------------------------------- | --- | -------------------------------------------------------- | ------------- | ---------- |
| 1986 | دورة ألعاب الكومنولث الثالثة عشرة            | صليب القديس أندرو، تاج من أوراق الغار والشوك الاسكتلندي | دورة ألعاب الكومنولث الثالثة عشرة، اسكتلندا 1986         | نورمان سيلمان | 8,212,184  |
| 1989 | الذكرى المئوية الثالثة لإعلان الحقوق         | شيفرة "W&M" (الملك ويليام والملكة ماري) متشابكة فوق صولجان برلماني أفقي وتمثيل للتاج الملكي أعلاه والتاريخين 1689 و1989 أدناه، كل ذلك ضمن نقش "الذكرى المئوية الثالثة لإعلان الحقوق"  | لا شيء (مطحون)                                           | جون لوبان     | 4,392,825  |
| 1989 | الذكرى المئوية الثالثة للمطالبة بالحق        | شيفرة "W&M" (الملك ويليام والملكة ماري) متشابكة فوق صولجان برلماني أفقي وتمثيل للتاج الملكي أعلاه والتاريخين 1689 و1989 أدناه، كل ذلك ضمن نقش "الذكرى المئوية الثالثة للمطالبة بالحق" | لا شيء (مطحون)                                           | جون لوبان     | 381,400    |
| 1994 | الذكرى المئوية الثالثة لتأسيس بنك إنجلترا    | ختم الشركة الخاص بالبنك بما في ذلك تاج وشفرة الملك ويليام والملكة ماري وتواريخ 1694-1994                                                                                              | هكذا فوس نون فوس (ترجمة > "هكذا نفعل، ولكن ليس لأنفسنا") | ليزلي دوربين  | 1,443,116  |
| 1995 | الذكرى الخمسين لنهاية الحرب العالمية الثانية | تمثيل منمق للحمامة كرمز للسلام | 1945 في سلام حسن النية 1995                              | جون ميلز      | 4,394,566  |
| 1995 | الذكرى الخمسين لتأسيس الأمم المتحدة          | رمز الذكرى الخمسين للأمم المتحدة ونمط مروحي للأعلام مع نقش "الأمم المتحدة من أجل السلام" أعلاه والتاريخ "1945-1995" أدناه                                                             | لا شيء (مطحون)                                           | مايكل ريزيلو  | 1,668,575  |
| 1996 | بطولة أوروبا العاشرة لكرة القدم              | تمثيل منمق لكرة القدم، مع تاريخ 1996 في المنتصف ومحاط بستة عشر حلقة صغيرة | بطولة أوروبا العاشرة                                     | جون ميلز      | 5,141,350  |

## عملات معدنية "تمثال مقلوب"
في عام 2015 دخل عدد صغير من العملات المعدنية بقيمة جنيهين إسترلينيين إلى التداول وكانت تحمل صورة رأس الملكة وتدور في اتجاه عقارب الساعة بحوالي 150 درجة. وذكرت دار سك العملة الملكية أن عدم محاذاة تمثال الملكة كان "نتيجة على الأرجح لإحدى القوالب التي كانت تعمل بطريقة مرتخية وتدور أثناء عملية الضرب". يشير موقع تشينج تشكر وهو موقع متخصص في التعامل مع العملات المعدنية: إلى أن القالب الذي دُور ربما أثر على ما يقرب من 3250 عملة.

## روابط خارجية
- دار سك العملة الملكية – عملة بقيمة 2 جنيه إسترليني